# Tấn hầu Dẫn
Tấn hầu Dẫn (chữ Hán: 晉侯緡, cai trị: 706 TCN – 679 TCN), tên thật là Cơ Dẫn (姬緡), là vị vua thứ 17 của nước Tấn - chư hầu nhà Chu trong lịch sử Trung Quốc.

## Vua mất nước
Tấn hầu Dẫn là con thứ của Tấn Ngạc hầu – vua thứ 14 nước Tấn và là em của Tấn Ai hầu – vua thứ 15 nước Tấn.
Năm 710 TCN, vua anh Ai hầu mang quân đánh nhau với lực lượng Khúc Ốc thất bại và bị bắt, sau đó bị giết. Người nước Tấn lập con Ai hầu là Thiếu Tử làm vua, tức là Tấn Tiểu Tử hầu. Nhưng chỉ 4 năm sau Cơ Xứng lại lừa bắt Tiểu Tử hầu giết chết. Chu Hoàn Vương sai Quắc Trọng đánh vào nước Tấn và lập Cơ Dẫn làm vua Tấn.
Vì sự can thiệp của Chu Hoàn Vương, Khúc Ốc không dám tấn công đất Dực. Ngôi vị của Tấn hầu duy trì được khá lâu, nhưng Tấn hầu cũng không đủ sức phát triển để chống lại được sự đe dọa vốn có nhiều đời kể từ 60 năm trước.
Năm 679 TCN đời Chu Ly Vương, Cơ Xứng từ Khúc Ốc lại mang quân tấn công đất Dực. Tấn hầu Dẫn bị giết. Ông ở ngôi tất cả 28 năm, không rõ bao nhiêu tuổi. Do Cơ Xứng mang của cải nước Tấn đút lót cho Chu Ly vương, vua Chu không can thiệp vào nước Tấn như các đời trước nữa.
Tấn hầu Dẫn là vua thứ 17 và là vua cuối cùng thuộc chi trưởng làm vua nước Tấn. Từ đó ngôi vua Tấn thuộc về chi thứ. Cơ Xứng trở thành Tấn Vũ công.